# Murricia
Genre
Murricia est un genre d'araignées aranéomorphes de la famille des Hersiliidae.

## Distribution
Les espèces de ce genre se rencontrent en Asie du Sud, en Asie du Sud-Est et en Afrique équatoriale.

## Liste des espèces
Selon World Spider Catalog (version 23.0, 23/05/2022) :
- Murricia caishen Lin & Li, 2022
- Murricia cornuta Baehr & Baehr, 1993
- Murricia crinifera Baehr & Baehr, 1993
- Murricia hyderabadensis Javed & Tampal, 2010
- Murricia trapezodica Sen, Saha & Raychaudhuri, 2010
- Murricia triangularis Baehr & Baehr, 1993
- Murricia uva Foord, 2008

## Systématique et taxinomie
Ce genre a été décrit par Simon en 1882 dans les Hersiliidae.

## Publication originale
- Simon, 1882 : « II. Étude sur les arachnides de l'Yemen méridional. Viaggio ad Assab nel Mar Rosso, dei signori G. Doria ed O. Beccari con il R. Aviso "Esploratore" dal 16 novembre 1879 al 26 Febbraio 1880. » Annali del Museo Civico di Storia Naturale di Genova, vol. 18, p. 207-260 (texte intégral).